# Láncara de Luna
Láncara de Luna fue un municipio cabeza de Ayuntamiento situado en la provincia de León (España), cerca del río Luna (en su margen izquierda), que quedó anegado por las aguas del embalse de Barrios de Luna en 1956. Desapareció para siempre engrosando la lista de los despoblados de la provincia de León. Comprendía los pueblos de Abelgas, Aralla, Caldas, Campo, Lagüelles, Láncara, Oblanca, Pobladura, Rabanal, Robledo de Caldas, San Pedro de Luna o de los Burros, Santa Eulalia de las Manzanas, Sena, Arévalo y La Vega de Robledo.

## Historia

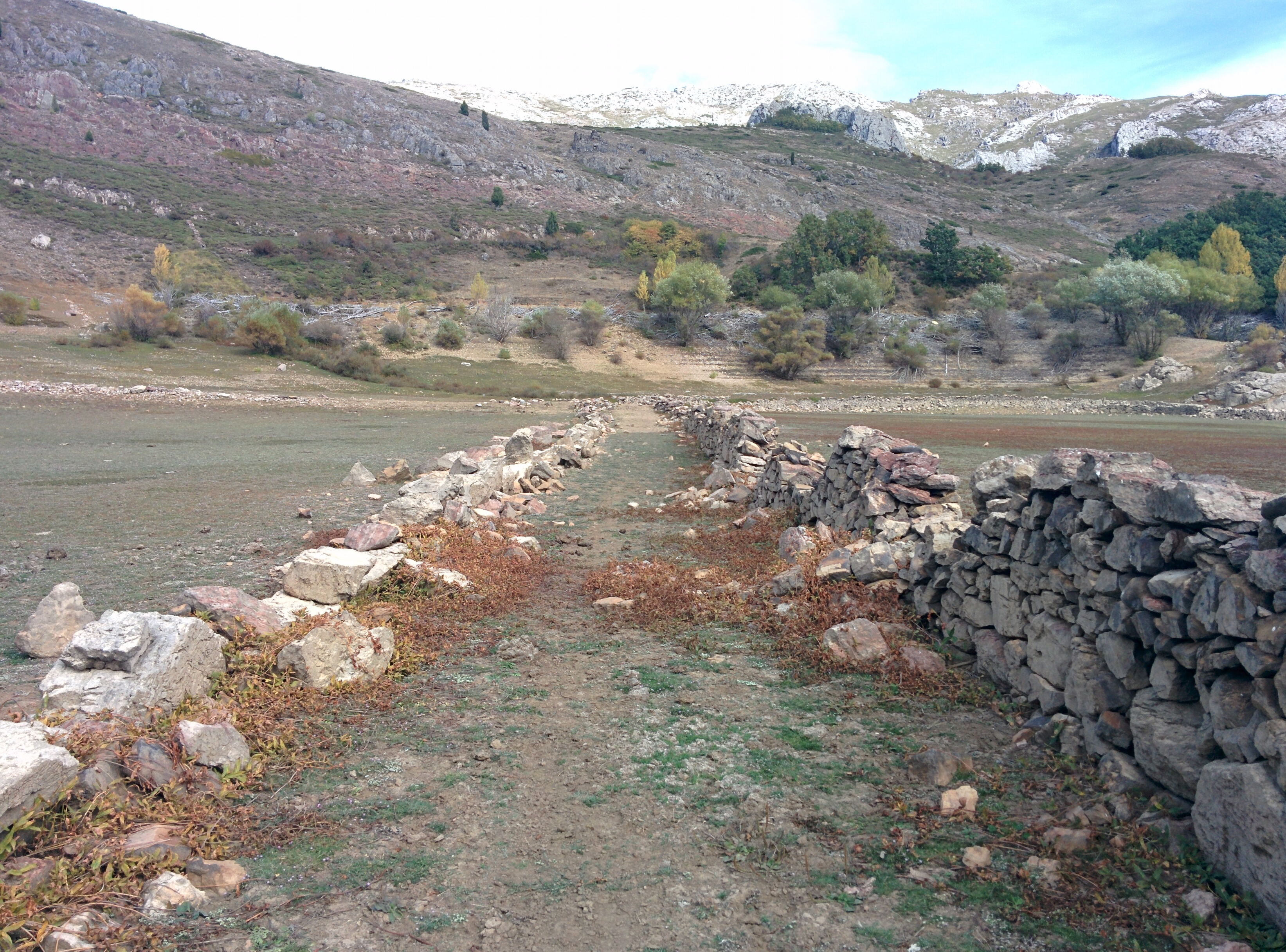
Ruinas de Láncara aflorando durante la sequía de 2017

Fue un poblado medieval que se empezó a establecer en el reinado de Alfonso III de Asturias cuando este rey tuvo bajo su mandato las comarcas de la montaña leonesa. Se fortificaron entonces Mallo de Luna y Los Barrios de Luna para vigilar y controlar la salida del río Luna hacia las tierras del sur. La comarca se hizo dependiente del obispado de Oviedo y así se mantuvo por siglos hasta que en 1953 pasó a la diócesis de León. Hacia el año 876 el papa Juan VIII otorgó la confirmación de privilegios y sancionó la fijación de sus límites. Láncara mantuvo buena relación con la colegiata de Santa María de Arbas. Así consta en algunos documentos guardados en esta iglesia en que se da cuenta de ventas y donaciones entre Láncara y Arbas.

En el siglo XIX Pascual Madoz en su Diccionario Geográfico lo describió con el nombre de Láncara. Por entonces era partido judicial de Murias de Paredes. Pertenecía a la diócesis de Oviedo, a la vicaría del pueblo de San Millán de los Caballeros y arciprestazgo de Luna; capitanía general de Valladolid. Tuvo escuela de primeras letras y una iglesia parroquial dedicada a San Martín. La población vivía de sus productos: granos, legumbres, pastos y lino y de su ganado, de la caza y de la pesca. El camino de herradura que iba desde León al puerto de Ventana y de la Mesa pasaba por esta localidad.
Hasta la reforma de la nomenclatura municipal de 1916 el municipio se llamaba simplemente Láncara. En dicha fecha su nombre fue modificado por el de Láncara de Luna.
En 1956 se construyó el embalse de Barrios de Luna y como consecuencia quedaron anegados todos los pueblos pertenecientes a este ayuntamiento que, como acción administrativa, se trasladó a Sena de Luna. Solo la iglesia de San Martín se salvó de las aguas por estar edificada en una elevación.

## Iglesia de San Martín
La iglesia parroquial de San Martín se edificó en un cerro al norte del poblado. Se salvó de las aguas del embalse precisamente por su situación pero al desaparecer el pueblo dejó de tener sus servicios como tal. Desde el principio del despoblamiento de Láncara la iglesia sufrió desmantelamiento y espolio. Del interior se salvaron algunas imágenes y objetos litúrgicos que fueron repartidos entre otras parroquias activas; pero también hubo hurto y acciones vandálicas. Muchas de las piedras empleadas en su construcción fueron arrancadas para otros usos. El tiempo sigue haciendo estragos y en el año 2019 incluso la espadaña está parcialmente destruida.Hoy en día se ha reconstruido y es posible visitar su entorno.
Está construida en mampostería reforzando las esquinas y los vanos con piedra de sillería. La cabecera es cuadrada lo que hace pensar en un primitivo estilo románico aunque toda ella es obra de finales del siglo XVI. Su bóveda es de cañón hecha con lajas sin impostas, todo muy rústico. Las paredes estuvieron revocadas y decoradas con temas geométricos. En algún momento de su historia se le añadió la sacristía por el lateral sur. Consta de una nave con la puerta de entrada en el muro sur. La capilla mayor es de planta rectangular con cubierta a dos aguas, testero plano y una saetera muy tosca que se ve cegada.